# Nicanor Costa Méndez

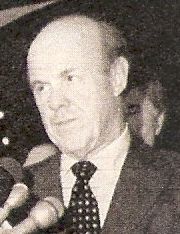
Nicanor Costa Méndez (1982)

Nicanor Costa Méndez (* 30. Oktober 1922 in Buenos Aires; † 3. August 1992 ebenda) war ein argentinischer Politiker und Diplomat.
Costa Méndez wurde 1922 in eine wohlhabende Familie hineingeboren und studierte bis 1943 Rechtswissenschaften an der Universidad de Buenos Aires. Nach seiner Promotion eröffnete er eine Kanzlei in Buenos Aires. Zwischen 1962 und 1964 arbeitete Costa Méndez als argentinischer Botschafter in Chile. Unter der Präsidentschaft von Juan Carlos Onganía wurde Costa Méndez zum Außenminister ernannt und diente in dieser Position von 1966 bis 1969. Unter Leopoldo Galtieri war er zwischen 1981 und 1982 abermals in der Position des argentinischen Außenministers. Obgleich Costa Méndez ein bekennender Antikommunist war, suchte er während des Falklandkriegs die Unterstützung des Ostblocks und nahm an einem Treffen der Blockfreien Staaten auf Kuba teil, wo er unter anderem von Fidel Castro empfangen wurde.